# Alfred Dreyfus
Alfred Dreyfus, född 9 oktober 1859 i Mulhouse, död 12 juli 1935 i Paris, var en fransk generalstabsofficer av judisk härkomst, kapten, huvudperson i Dreyfusaffären som utspelades kring sekelskiftet 1900.
Dreyfus anklagades 1894 för spioneri och högförräderi. Han dömdes till livstids straffarbete på den sydamerikanska Djävulsön strax utanför Franska Guyana. På samma ö satt senare den franske författaren Henri Charrière, som skildrade sin vistelse i boken Räddningens öar.
Han fick senare upprättelse, genom bland andra skriftställaren Émile Zola, som i tidningsartikeln J'accuse (’Jag anklagar’) 1898 skrev om hur anklagelsen mot Dreyfus endast var ett förtäckt uttryck för antisemitism och helt enkelt ett justitiemord. Artikeln, liksom hela Dreyfusaffären, väckte stor internationell uppmärksamhet.
Dreyfus återinträdde då 1906 i tjänst och återfick alla sina militära utmärkelser samtidigt som han blev riddare av Hederslegionen. Han tjänstgjorde under första världskriget, och erhöll officersvärdighet av Hederslegionen 1918. Dreyfusskandalen räknas som en av de mest antisemitiska offentliga händelserna i modern tid fram till andra världskriget och Förintelsen.